# چاغلاییک (اردهان)
چاغلاییک (به ترکی استانبولی: Çağlayık) یک منطقهٔ مسکونی در ترکیه است که در اردهان واقع شده‌است.